# Richard Kingson
Richard Kingson (* 13. Juni 1978 in Accra als Richard Paul Franck Kingston) ist ein ehemaliger ghanaischer Fußballtorwart. Neben der ghanaischen Staatsangehörigkeit besitzt Kingson auch die türkische Staatsangehörigkeit. In der Türkei spielte er unter dem Namen Faruk Gürsoy. 

## Karriere

### Im Verein
Kingson begann seine Karriere in Ghana bei Great Olympics, für die er von 1996 bis 1998 spielte. Seine restliche Karriere bestritt er dann allerdings in der Türkei, zunächst in der Saison 1998/99 bei Sakaryaspor, dann für zwei Jahre bei Göztepe Izmir. Bei Antalyaspor, für den er von 2001 bis 2002 spielte, blieb er auch nur ein Jahr, ebenso wie für Elazigspor in der folgenden Saison. 2003 bis 2005 spielte er dann für Galatasaray Istanbul, bevor er zu Ankaraspor wechselte. Im Juni 2005 wurde er bei einer Dopingkontrolle positiv auf Testosteron getestet und für sechs Monate gesperrt. Ab April 2007 war er an Hammarby IF ausgeliehen. Zur Saison 2007/08 wechselte er für ein Jahr zu Birmingham City. Im Folgejahr schloss er sich Wigan Athletic an, bei dem er als Ersatztorhüter agierte. Im September 2010 unterzeichnete Kingson beim FC Blackpool.
Im Frühjahr 2014 wechselte Kingson zum türkischen Zweitligisten Balıkesirspor. Zum Saisonende verließ er den Verein und schloss sich seinem früheren Team Great Olympics an. Hier beendete er 2015 seine Karriere.

### In der Nationalmannschaft
Seit 1996 hat Kingson insgesamt 92 Länderspiele für sein Heimatland bestritten. Damit ist er Rekordspieler der Nationalmannschaft Ghanas. Im Jahr 2008 schoss der Torwart in einem Freundschaftsspiel gegen Tansania per Kopf sein einziges Tor für das Nationalteam.
Bereits 1996 nahm er für Ghana an den Olympischen Spielen teil.

## Verwirrung um seinen Namen
Während der Fußball-Weltmeisterschaft 2006 trug der Spieler den Namen „Kingson“ auf seinem Trikot, nachdem er zuvor als „Richard Kingston“ bekannt war. Der ghanaische Verband bestätigte daraufhin „Kingston“ als richtige Schreibweise. Der Torhüter entschied sich jedoch, die Falschschreibung der FIFA zu übernehmen und fortan als „Kingson“ aufzutreten.
Richards Bruder Laryea spielt hingegen als Laryea Kingston.

## Erfolge
Mit Balıkesirspor
- Vizemeister der TFF 1. Lig und Aufstieg in die Süper Lig: 2013/14